# Phoebis neocypris
Phoebis neocypris é uma borboleta da família Pieridae. Ela é nativa do México, América Central e América do Sul. O habitat natural desta borboleta consiste em áreas tropicais, especialmente em florestas de elevação média, bem como em áreas abertas e perturbadas.
As larvas alimentam--se de folhas frescas de espécies de Cassia.

## Subespécies
- Phoebis neocypris neocypris
- Phoebis neocypris rurina C. & R. Felder, 1861
- Phoebis neocypris virgem (Butler, 1870)